# Sideridis inquinata
Sideridis inquinata är en fjärilsart som beskrevs av W. Warren 1913. Sideridis inquinata ingår i släktet Sideridis och familjen nattflyn. Inga underarter finns listade i Catalogue of Life.